# 阿部孝壮
阿部 孝壮（あべ こうそう、1892年（明治25年）3月24日 - 1947年（昭和22年）6月19日）は、日本海軍の軍人。最終階級は海軍中将。

## 経歴
1892年3月24日、父・阿部周治、母・つる の五男として山形県東田川郡押切新田村（現・三川町）に生れる。実家は、味噌・醤油の醸造業を営む。荘内中学校を経て、1912年7月、海軍兵学校（40期）を卒業し、翌年12月、海軍少尉任官。第一次世界大戦では「八雲」乗組として青島攻略戦に参加した。1919年12月、海軍砲術学校高等科を卒業し、以後、砲術畑を歩む。
「山風」「秋風」の各砲術長、「陸奥」分隊長、「山城」「浅間」「長門」の各副砲長、海兵教官、「那珂」「足柄」「榛名」「日向」の各砲術長を歴任。海軍大学校甲種を三度受験するも、二次の口答試験を通らず不合格となり、一時は海軍を辞めようとまで考えたこともあった。
1932年12月、砲術学校教官となる。役職は閑職と見られていた戦術科長であったが、United States Navy “Ship and Gunnery Drills” （『艦船と砲術訓練』）の前半部分を翻訳研究した。これは後に黛治夫大佐が作成した『軍艦戦闘部署標準』の完成に貢献している。
1934年11月、海軍大佐に進級し、給油艦「襟裳」特務艦長、「神通」「那珂」「天龍」「三隈」「妙高」「比叡」の各艦長を勤めた。比叡艦長時には、高松宮宣仁親王が砲術長として勤務した。また、日本海軍最後の特別観艦式となった1940年10月11日実施の紀元二千六百年記念特別観艦式において、比叡は御召艦となり昭和天皇を迎えている。
同年10月、砲術学校分校設立準備委員長を命ぜられ、11月、海軍少将に進級した。新しい砲術学校は、千葉県館山市郊外神戸村に建設され、1941年6月1日、館山海軍砲術学校として開校し、初代校長に任じられた。館山校は陸戦に関する兵器・技術の研究開発、陸上戦闘要員の教育訓練を目的とし、陸戦、対空、化学兵器の三科を置き、海軍予備学生の基礎教育、新設の陸戦隊・防空隊・警備隊の練成訓練を行った。
1942年2月2日、第4艦隊司令部付となり、同5日、第6根拠地隊司令官として任命された。前任司令官の八代祐吉少将が、マーシャル諸島クェゼリン環礁の司令部において、2月1日に米軍機の空襲を受け戦死したことにより、急遽発令を受けたものであった。第6根拠地隊は日本海軍の東端の、北はウェーキ島から南はナウルにいたる広大な防備区域を持っていたため、司令官としての心労から着任時には黒かった阿部の頭髪は、約二年後の離任時にはほとんど白髪となった。
1942年8月17日、ギルバート諸島マキン環礁に米海兵隊約220名が奇襲攻撃を行った。日本軍守備隊は約70名であり、主力の約40名は戦死し抵抗を止めたが、その反撃が激しかったことと、夜間のため米兵の同士討ちなどのため、日本軍の増援部隊が到着した時点ではほとんど撤退し、9名の米兵が捕虜となった（マキン奇襲参照）。捕虜はクェゼリンに連行され、第61警備隊庁舎に収容した。尋問後は内地へ移送する予定であったが、戦局の悪化により船便も少なく留め置かれていた。10月に入ると米軍の進攻に備え緊張が高まり、捕虜の扱いを早急に決定することが迫られた。第6根拠地隊司令部は、その扱いを大本営及び第4艦隊司令部に何度も指示を仰いだが返答がなく、たまたま視察に訪れた大本営参謀・岡田貞外茂海軍大佐に阿部が意見を求めたところ、現地で処分するよう指示を受けた。そのため、9名の捕虜は1942年10月16日に処刑された。これは 戦時国際法に反する行為である。
1943年11月、軍令部出仕を命ぜられ、12月27日、再び館山砲術学校長に着任した。1944年7月以降、砲術学校は本務以外に館山警備隊の任務も兼ね、周辺の砲台の構築、対空防備の拡充を図り、軍事施設の攻撃への対空戦闘にも対処した。1944年5月、海軍中将となった。1945年春には空襲と敵前上陸の危険性から、砲術学校を日本海側へ移転することが計画されたが実現せず、4月25日に横須賀校の分校に降格されたことに伴い、阿部には佐世保鎮守府付の発令があり、さらに佐世保警備隊司令官兼佐世保海兵団長、7月には佐世保連合特別陸戦隊司令官を兼務し終戦を迎えた。同年10月15日、予備役に編入された。
1946年1月か2月に第二復員省から呼び出しを受け、その際、クェゼリンでの米兵捕虜処刑については、現地司令官に責任を負ってもらいたいとの意向を受けている。連合国側から3月3日に出頭命令を受けた際、自決せず戦犯裁判を受ける覚悟を決め、巣鴨プリズンに収容された。3月21日、グアム島に移送。裁判は米海兵隊が主宰した。5月6日に起訴状が出、5月15日に開廷し、5月22日に結審し絞首刑の判決が出された。阿部は裁判においてほとんど発言を行わず、その責めを進んで受ける覚悟であった。同年6月19日、刑が執行され、遺書は遺族に届けられたが遺骨は返還されなかった。55歳没。
事件当時の第4艦隊長官であった井上成美は自分の責任を認め、阿部の息子(海兵74期席次3番恩賜卒、角田覚治の女婿)の同期生に「本当に申し訳のないことをしました」と伝言を依頼している。

## 栄典
位階
- 1914年（大正3年）1月30日 - 正八位[2]
- 1916年（大正5年）1月21日 - 従七位[3]
- 1919年（大正8年）1月10日 - 正七位[4]
- 1924年（大正13年）4月15日 - 従六位[5]
- 1929年（昭和4年）6月1日 - 正六位[6]
- 1934年（昭和9年）7月2日 - 従五位[7]
- 1939年（昭和14年）8月1日 - 正五位[8]

勲章等
- 1920年（大正9年）11月1日 - 戦捷記章[9]
- 1921年（大正10年）2月1日 - 勲五等瑞宝章[10]
- 1927年（昭和2年）2月1日 - 勲四等瑞宝章[11]
- 1935年（昭和9年）12月1日 - 勲三等瑞宝章[12]
- 1940年（昭和15年）11月10日 - 紀元二千六百年祝典記念章[13]
- 1942年（昭和17年）5月12日 - 勲二等瑞宝章[14]